# Campionati mondiali di tennistavolo 2025
I Campionati mondiali di tennistavolo 2025 sono stati la 58ª edizione del torneo, che si è tenuta dal 17 al 25 maggio 2025 a Doha, in Qatar. Si tratta della seconda volta che la nazione ha ospitato la competizione, dopo l'edizione del 2004. La competizione si è tenuta alla Lusail Sports Arena, con il Qatar University Sports Complex utilizzato come arena secondaria.
Alla manifestazione hanno preso parte un totale di 640 atleti da 127 associazioni membro.

## Programma
Il torneo si è giocato sull'arco di nove giorni.
|  | Turni  |
|  | Finali |

| Data                | 17 maggio | 18 maggio | 19 maggio | 20 maggio | 21 maggio | 22 maggio | 23 maggio | 24 maggio | 25 maggio |
| ------------------- | --------- | --------- | --------- | --------- | --------- | --------- | --------- | --------- | --------- |
| Singolare maschile  | R1        | R1        | R2        | R3,R4     | R5        | R6        | QF        | SF        | F         |
| Singolare femminile | R1        | R1        | R2        | R3,R4     | R5        | R6        | QF        | SF        | F         |
| Doppio maschile     | R1        | R1        | R2        | R3        | R3        | QF        | QF        | SF        | F         |
| Doppio femminile    | R1        | R1        | R2        | R3        | R3        | QF        | QF        | SF        | F         |
| Doppio misto        | R1        | R1        | R2        | R3        | QF        | QF        | SF        | F         |           |

## Medagliere
| Posiz. | Nazione       | Oro | Argento | Bronzo | Totale |
| ------ | ------------- | --- | ------- | ------ | ------ |
| 1      | Cina          | 4   | 1       | 2      | 7      |
| 2      | Giappone      | 1   | 1       | 2      | 4      |
| 3      | Brasile       | 0   | 1       | 0      | 1      |
| 3      | Taipei cinese | 0   | 1       | 0      | 1      |
| 5      | Austria       | 0   | 0.5     | 0      | 0.5    |
| 5      | Romania       | 0   | 0.5     | 0      | 0.5    |
| 7      | Francia       | 0   | 0       | 2      | 2      |
| 7      | Corea del Sud | 0   | 0       | 2      | 2      |
| 9      | Hong Kong     | 0   | 0       | 1      | 1      |
| 9      | Svezia        | 0   | 0       | 1      | 1      |

## Podi
| Evento                         | Oro                                | Argento                            | Bronzo                                                          |
| Singolare maschile (dettagli)  | Wang Chuqin                        | Hugo Calderano                     | Liang Jingkun Truls Möregårdh                                   |
| Singolare femminile (dettagli) | Sun Yingsha                        | Wang Manyu                         | Mima Itō Chen Xingtong                                          |
| Doppio maschile (dettagli)     | Hiroto Shinozuka / Shunsuke Togami | Lin Yun-ju / Kao Cheng-jui         | Alexis Lebrun / Félix Lebrun Esteban Dorr / Florian Bourrassaud |
| Doppio femminile (dettagli)    | Kuai Man / Wang Manyu              | Sofia Polcanova / Bernadette Szőcs | Miwa Harimoto / Miyuu Kihara Shin Yu-bin / Ryu Han-na           |
| Doppio misto (dettagli)        | Wang Chuqin / Sun Yingsha          | Maharu Yoshimura / Satsuki Odo     | Wong Chun Ting / Doo Hoi Kem Shin Yu-bin / Lim Jong-hoon        |